# Francis W. Rockwell
Francis William Rockwell (* 26. Mai 1844 in Pittsfield, Massachusetts; † 26. Juni 1929 ebenda) war ein US-amerikanischer Politiker. Zwischen 1884 und 1891 vertrat er den Bundesstaat Massachusetts im US-Repräsentantenhaus.

## Werdegang
Francis Rockwell war der Sohn von Julius Rockwell (1805–1888), der den Staat Massachusetts in beiden Kammern des Kongresses vertrat. Er besuchte die öffentlichen Schulen seiner Heimat und die Edwards Place School in Stockbridge. Im Jahr 1868 absolvierte er das Amherst College. Nach einem anschließenden Jurastudium an der Harvard University und seiner 1871 erfolgten Zulassung als Rechtsanwalt begann er in Pittsfield in diesem Beruf zu arbeiten. Zwischen 1873 und 1875 war er auch als Richter im Berkshire County tätig. Gleichzeitig schlug er als Mitglied der Republikanischen Partei eine politische Laufbahn ein. Im Jahr 1879 war er Abgeordneter im Repräsentantenhaus von Massachusetts; von 1881 bis 1882 gehörte er dem Staatssenat an.
Nach dem Rücktritt des Abgeordneten George D. Robinson wurde Rockwell bei der fälligen Nachwahl für den zwölften Sitz von Massachusetts als dessen Nachfolger in das US-Repräsentantenhaus in Washington, D.C. gewählt, wo er am 17. Januar 1884 sein neues Mandat antrat. Nach drei Wiederwahlen konnte er bis zum 3. März 1891 im Kongress verbleiben. Im Jahr 1890 wurde er nicht wiedergewählt. Nach dem Ende seiner Zeit im US-Repräsentantenhaus praktizierte Rockwell bis 1916 wieder als Anwalt in Pittsfield. Dann zog er sich aus diesem Beruf zurück. Von 1893 bis 1916 war er auch Präsident der City Savings Bank. Im Juni 1900 nahm er als Delegierter an der Republican National Convention in Philadelphia teil, auf der Präsident William McKinley zur Wiederwahl nominiert wurde. Außerdem war Rockwell von 1898 bis 1926 Mitglied der Greylock Reservation Commission. Er starb am 26. Juni 1929 in seinem Heimatort Pittsfield, wo er auch beigesetzt wurde.